# Condado de Pike (Illinois)
O Condado de Pike é um dos 102 condados do Estado americano de Illinois. A sede do condado é Pittsfield, e sua maior cidade é Pittsfield. O condado possui uma área de 2 199 km² (dos quais 48 km² estão cobertos por água), uma população de 17 384 habitantes, e uma densidade populacional de 8 hab/km² (segundo o censo nacional de 2000). O condado foi fundado em 31 de janeiro de 1821.